# NGC 7079
NGC 7079 hay còn được gọi bằng những cái tên khác là ESO 287-36, AM 2129-441, MCG -7-44-22, PGC 66934, là tên của một thiên hà hình hạt đậu có thanh ngang. Nó nằm cách chúng ta khoảng 110.58 triệu năm ánh sáng và ở trong chòm sao Thiên Hạc. Bên cạnh đó, NGC 7079 được xếp vào loại thiên hà LINER. Từ điểm nhìn từ trái đất, nó nghiêng khoảng 51°. Vào ngày 6 tháng 9 năm 1834, thiên hà này được nhà thiên văn học John Herschel, con trai của nhà thiên văn học nổi tiếng khác là William Herschel, phát hiện.

## Thuộc tính vật lí
NGC 7079 có một thanh ngang mờ, hình điếu xì gà và hai điểm cuối thì có ansae (phần lồi ra nhiều và rõ ràng nhất). Thêm nữa là nó có cấu trúc xoắn ốc rất mờ bao quanh nó. Và cả vành của đĩa thiên hà cũng mờ theo một cách nào đó.
Bên trong thiên hà NGC 7079, sự phát ra oxi bị ion hóa gấp đôi (tiếng Anh: doubly ionized oxygen) rất ít. Những chất khí bị ion hóa thì xoay quanh những vị trí đối lập nhau của những ngôi sao nằm trong thiên hà này.

## Mối quan hệ
NGC 7079 là một thành viên của nhóm thiên hà NGC 7079. Trong nhóm này cùng với những nhóm lân cận thuộc siêu cụm thiên hà Pavo-Indus và Grus đã tạo tah2nh một sự kết nối giữa siêu cụm thiên hà Pavo-Indus và siêu cụm thiên hà Xử Nữ. Nhóm này có các thiên hà là NGC 7070, NGC 7070A, NGC 7097, NGC 7097A, ESO 287-37, ESO 287-39, ESO 287-41 và ESO 287-43.

## Dữ liệu hiện tại
Theo như quan sát, đây là thiên hà thuộc chòm sao Thiên Hạc. Và dưới đây là một số dữ liệu khác của nó:
Xích kinh 21h 32m 35.2s
Độ nghiêng −44° 04′ 03″
Dịch chuyển đỏ (Redshift) 0.00895/2684 km/s
Khoảng cách 110,581,800 năm ánh sáng
Độ lớn biểu kiến 11.6
Loại thiên hà SB0^0(s), LINER 
Kích thước biểu kiến 2.1 x 1.3'